# Kramolín u Nepomuka
Kramolín (deutsch Kramolin) ist eine Gemeinde mit 108 Einwohnern in Tschechien. Sie liegt fünf Kilometer südlich von Nepomuk und gehört zum Okres Plzeň-jih. Die Katasterfläche beträgt 368 ha.

## Geographie
Kramolín befindet sich in 528 m ü. M. am östlichen Hang des Hügels Ostrá (600 m) über dem Tal des Myslivský potok.
Nachbarorte sind Kozlovice im Norden, Maňovice im Nordosten, Nekvasovy im Südosten, Draha, Baníř, Čínov und U Jandů im Süden, Polánka im Südwesten sowie Soběsuky im Nordwesten.

## Geschichte
Kramolín wurde 1437 erstmals urkundlich erwähnt.
Das Dorf ist bekannt als Veranstaltungsort für Motocrossveranstaltungen.

## Sehenswürdigkeiten
- Kapelle mit Glockentürmchen, am Dorfplatz

## Gemeindegliederung
Für die Gemeinde Kramolín sind keine Ortsteile ausgewiesen.